# Olabezar
Olabezar es un concejo del municipio de Ayala, en la provincia de Álava.

## Toponimia
Referencias de los distintos nombres documentados a lo largo de la historia del pueblo de Olabezar: olhaucezahar (1095), holabéçar (1533), olabeçar (1551), olávezar (1598), Olabezar (1696), olavezar (1771), olabezar (1802), olavezar (1841), Olabezahar (1986), olabezar (1989). Forma esta última que sigue en la actualidad.

## Geografía física
| Noroeste: Murga  | Norte: Murga | Nordeste: Murga  |
| Oeste: Izoria    |              | Este: Amurrio    |
| Suroeste: Izoria | Sur: Amurrio | Sureste: Amurrio |

## Historia
Hacia mediados del siglo XIX, el lugar, ya por entonces perteneciente a Ayala, tenía contabilizada una población de 176 habitantes. Aparece descrito en el duodécimo volumen del Diccionario geográfico-estadístico-histórico de España y sus posesiones de Ultramar de Pascual Madoz con las siguientes palabras:

OLABEZAR: l. del ayunt. de Ayala en la prov. de Alava (á Vitoria 7 1/2 leg.), part. jud. de Amurrio (1/2), aud. terr. de Búrgos, c. g. de las Provincias Vascongadas, dióc. de Calahorra (27). sit.: parte en llano y parte en una suave pendiente: clima saludable; reinan los vientos N. E. y SO., y se padecen algunas calenturas; tiene 28 casas dispersas en los barrios de Arriaga, Echeguren, Garay, Belaunde, Mugaburu, Mugaburugoche y Garriras, y el cas. Aregoico; la municipal con cárcel; igl. parr. dedicada á San Pedro apóstol y servida por un beneficiado perpétuo de nombramiento del ordinario; una ermita con la advocacion de San Babil; para surtido de los vec. hay 7 fuentes de aguas comunes. El térm. confina: N. Murga; E. Archabala; S. Amurrio, y O. Menagaray, y comprende dentro de su circunferencia parte del monte de Lejazar y parte del de Sallada. El terreno es arcilloso y arenisco; le atraviesa un r. que toma nombre en Izoria y va á perderse en el Nervion. caminos: la calzada que dirige á Arciniega, en buen estado. El correo se recibe de Respaldiza los miércoles y sábados, y sale los mismos dias. prod.: trigo, maiz, manzanas, peras, ciruelas, cerezas y nueces; cria de ganado vacuno; caza de liebres, perdices y codornices; pesca de anguilas, barbos y loinas. pobl.: 20 vec., 176 alm. riqueza y contr.: con su ayunt. (V.).
(Madoz, 1849, p. 226)

En 2022, tenía empadronados 77 habitantes.

## Demografía
| Gráfica de evolución demográfica de Olabezar entre 2000 y 2017 |
|                                                                |
| Población de derecho según los censos de población del INE.    |

## Cultura

### Patrimonio material
Hubo en el concejo una iglesia de San Pedro, ya desaparecida. En la actualidad, existe otra iglesia con el mismo nombre que hace de parroquia del pueblo.